# Biblioteca Classense
La Biblioteca Classense è una storica biblioteca sita nella città di Ravenna. Dal 2002 è affidata in gestione a un'istituzione appositamente costituita.

## Storia

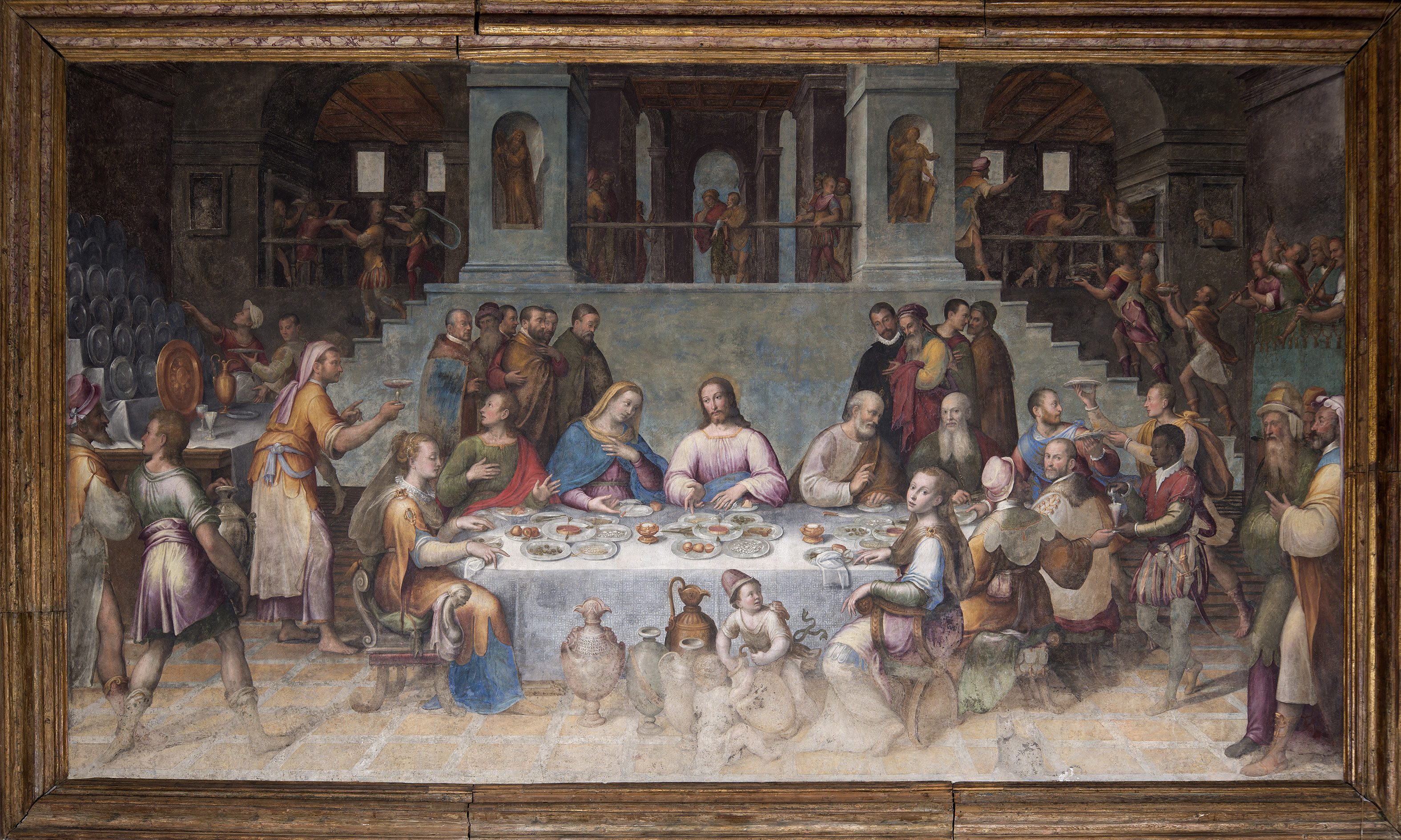
Luca Longhi (1507-1580), "Nozze di Cana (1580), Biblioteca Classense, Ravenna

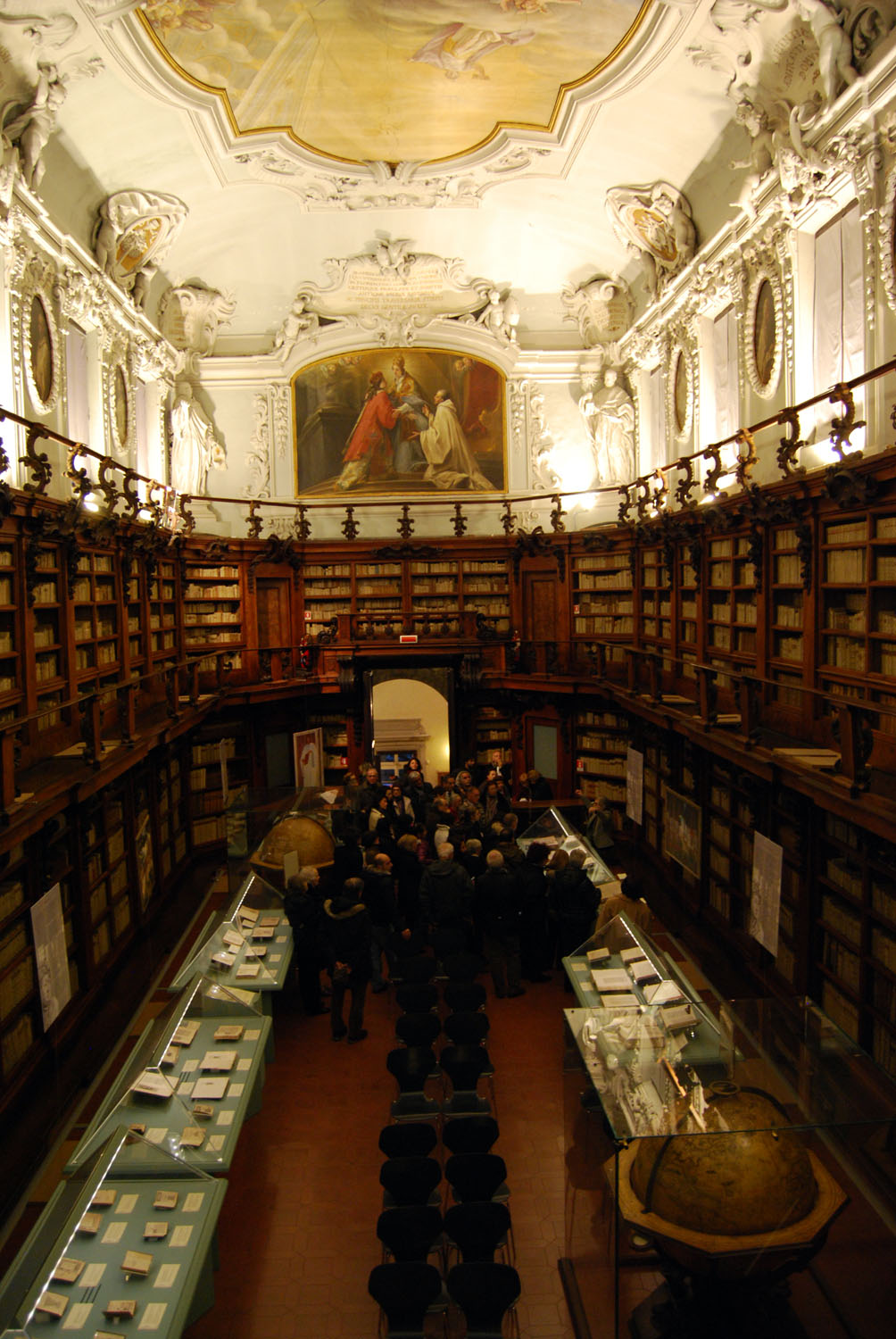
Aula Magna

Il nome rimanda a Sant'Apollinare in Classe, basilica con annesso monastero della Congregazione dei Camaldolesi situata 5 km a sud-est della città. Nel 1512 i combattimenti della Battaglia di Ravenna minacciarono da vicino la vita dei monaci. Essi decisero pertanto di trasferirsi nella città di Ravenna, che allora era protetta da una cinta muraria. Nell'attuale via Baccarini, dove avevano delle proprietà, edificarono la nuova Abbazia Classense (a partire dal 1513) sopra il precedente ospedale polentano di Santa Maria della Misericordia.
Al suo interno i monaci trasferirono i manoscritti posseduti. Nel XVII secolo l'abate Marino Bonetti († 1664) promosse una prima raccolta di volumi a stampa. Nel XVIII secolo l'abate Pietro Canneti (1704-1714) arricchì la libreria monastica di codici e incunaboli preziosissimi fondando la «Libreria dei camaldolesi».
Dal 1803, data della soppressione napoleonica dei beni ecclesiastici appartenenti a vari ordini religiosi, i monaci camaldolesi e altri religiosi di abbazie e conventi cittadini dovettero far confluire i loro fondi librari in quella che divenne la neonata Biblioteca Civica di Ravenna, poi rinominata Biblioteca Classense. 
Oggi, all'interno della biblioteca vengono ancora conservati codici e incunaboli in fondi speciali, insieme a manoscritti e libri rari, mappe antiche, incisioni, fotografie d'epoca. Ad essi si affianca un patrimonio composto di libri moderni e contemporanei. Il patrimonio complessivo stimato ammonta a circa 850.000 volumi, ed è considerato tra i principali d'Italia.
Fra i principali fondi presenti in biblioteca si possono citare: il Fondo Corrado Ricci che comprende volumi, carte, carteggio, fotografie e grafica; il Fondo Luigi Rava che comprende la biblioteca, il carteggio risorgimentale, le carte di lavoro e il carteggio privato; il Fondo Leone Vicchi costituito da una raccolta di opere a stampa di Vincenzo Monti e saggi di critica sul Monti a cui si unisce una raccolta di carte manoscritte di Cesare Ubaldini; il Fondo Manara Valgimigli costituito dalla biblioteca personale e di lavoro di Valgimigli a cui si uniscono un carteggio di circa 6000 pezzi e il fondo fotografico; il Fondo Tommaso Bertelè (1892-1971) composto da circa 8500 volumi a stampa, il Fondo Mario Mazzotti composto dalla biblioteca e dalle carte di lavoro dell'archeologo e studioso ravennate, cui si unisce un cospicuo fondo fotografico. Alla biblioteca sono stati donati negli ultimi anni il Fondo Eurialo De Michelis, il Fondo Lucio Gambi che comprende la biblioteca, le carte di lavoro e un'ampia sezione di cartografia, il Fondo Marino Berengo e il Fondo Carlo Ferdinando Russo. 

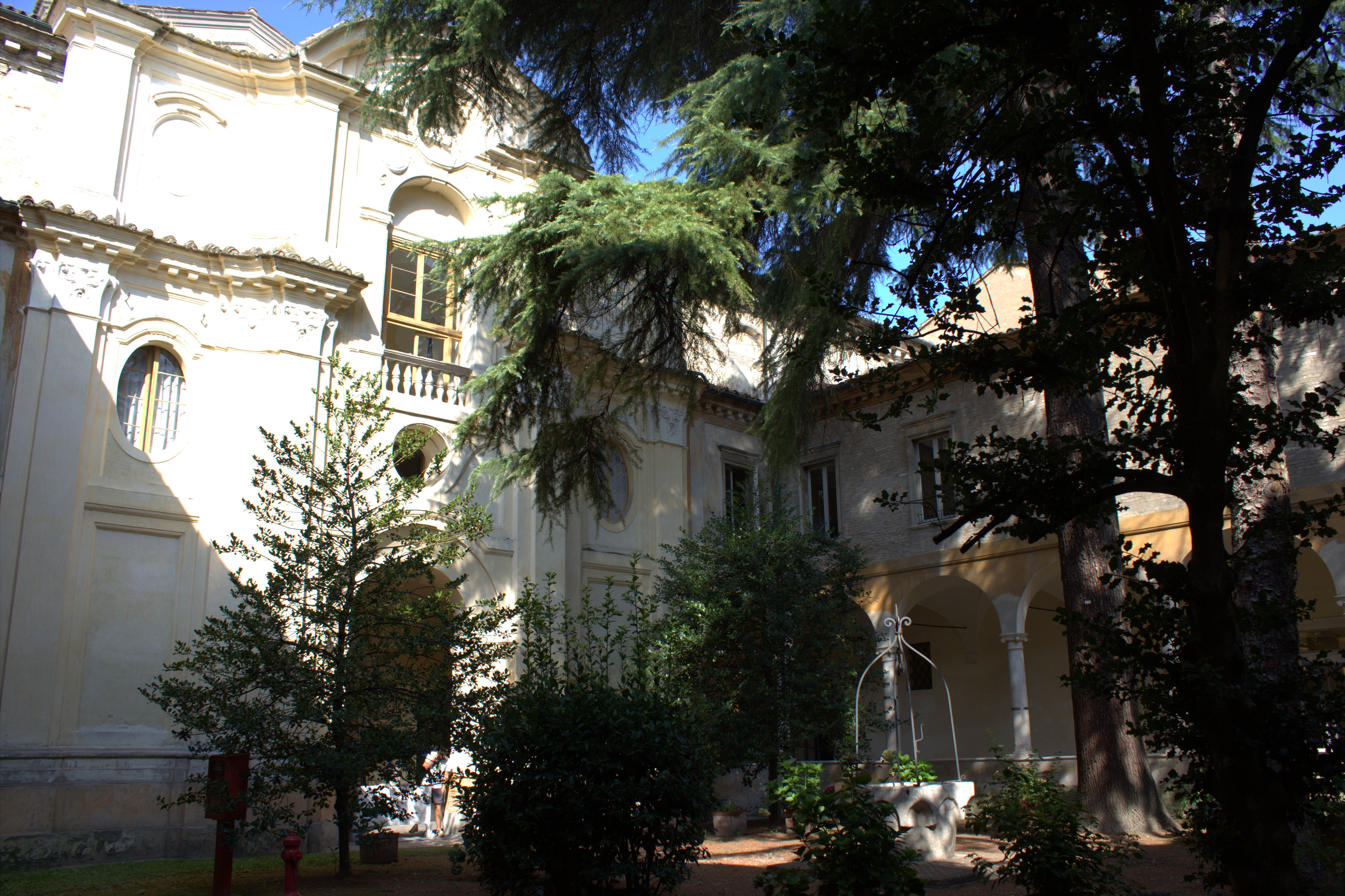
Chiostro all'interno dell'edificio della biblioteca Classense

La biblioteca gestisce anche l'Archivio storico comunale di Ravenna, istituito ufficialmente nel 1913 con direttore Silvio Bernicoli. La documentazione dell'Archivio copre ben dieci secoli (dal X al XX secolo) e comprende i volumi di cancelleria, segreteria, contabilità, depositeria, catasti e censo della Comunità di Ravenna, la collezione delle antiche pergamene, la collezione di bandi e carte topografiche. A queste serie si aggiunge il carteggio amministrativo e gli atti di Giunta e Consiglio dal 1796 al 1973. Nell'Archivio storico comunale sono depositati tra gli altri il Fondo Lovatelli, il Fondo Gambi, il Fondo Testi Rasponi, il Fondo del Molino di San Mamante, il Fondo Bernicoli e il Fondo fotografico Trapani. 
Dal gennaio 2011 la sezione della multimediateca (che conserva DVD, CD e videocassette) è stata spostata da via Guido da Polenta alla sede principale della biblioteca, inaugurando una completa ristrutturazione della sezione libri moderni che si è conclusa con il riordino nella sede centrale dell'emeroteca, anch'essa spostata da via Guido Novello Da Polenta per lasciar posto a Casa Dante, nuovo museo a tema dantesco situato accanto alla tomba del Poeta.
Presidente dell'Istituzione Biblioteca Classense è, dal 23 marzo 2017, Patrizia Ravagli. Direttrice della biblioteca è, dal 1º agosto 2022, Silvia Masi.

## Bibliotecari - direttori
Biblioteca del monastero
Monaci bibliotecari e vicebibliotecari: 
- Pietro Canneti,
- Agostino Romano Fiori,
- Mariangelo Fiacchi,
- Gabriele Maria Guastuzzi di Bologna,
- Apollinare Rasi,
- Ferdinando Maria Marcucci di Cesena,
- Romualdo Margotti di Faenza,
- Gennaro Chiodelli di Soresina.

Biblioteca comunale
Bibliotecari: 
- Olivo Orioli (1803-1810),
- Tommaso Saporetti (1810-1826),
- Francesco Nanni (1827-1831),
- Paolo Pavirani (1831-1855),
- Alessandro Cappi (1856-1866),
- Giovanni Zoli (1867-1873),
- Andrea Zoli (1875-1913),
- Santi Muratori (1913-1943),
- Bruno Nediani (1944-1946),
- Manara Valgimigli (1948-1955),
- Giancarlo Schizzerotto (1965-1971),
- Nevio Zorzetti (1974-1978),
- Donatino Domini (1978-2011),
- Maria Grazia Marini (2011-2013),
- Claudia Giuliani (2013-2017),
- Maurizio Tarantino (2017-2022),
- Silvia Masi (2022-).

Ad essi si aggiungono i vicebibliotecari: 
- Primo Uccellini (1861-1882),
- Silvio Bernicoli (1882-1902),
- Umberto Scagnardi (1904-1927),
- Cesare Calvetti (1928-1933),
- Fausto Saporetti (1933-1956),
- Giuseppe Cortesi (1958-1966),
- Giulia Zaffagnini (1968-1971),
- Dante Bolognesi (1979-1994),
- Luigi Maria Malkowski (1994-2003).